# Apotropaeon

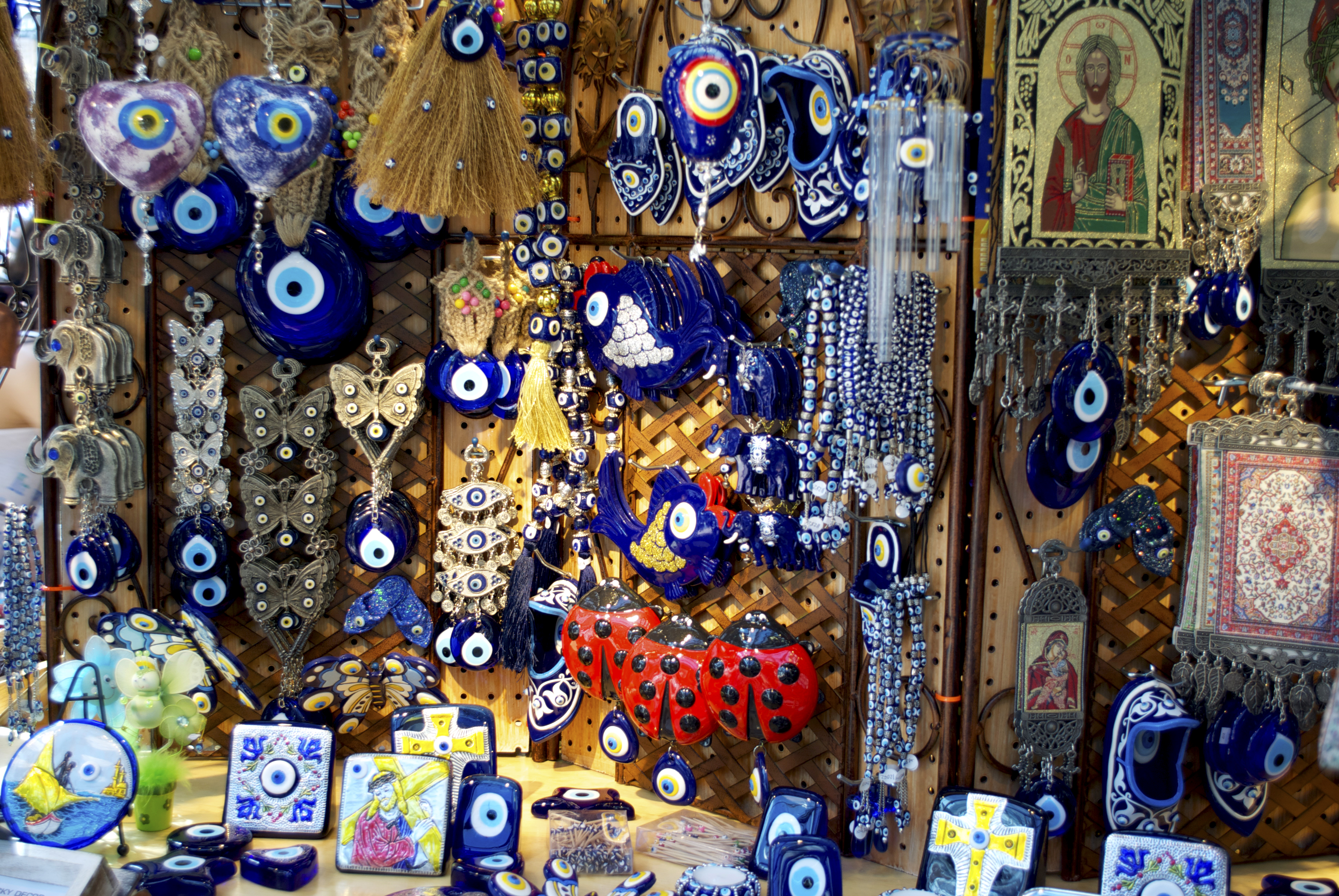
Oogornamenten

Een apotropaeon of apotropaion (Oudgrieks: ἀποτρόπαιον / apotrópaion; "(onheil) afwerend") is een veiligheidsmaatregel tegen kwade krachten.
Het apotropaion werd in de oudheid ter bescherming van mensen, dieren, gebouwen enz. gebruikt en zou de kwade gevolgen van tovenarij, het "kwade oog" en andere ongunstige krachten afweren. Het kon bijvoorbeeld de vorm van een dieren- of mensenkop hebben, zoals Gorgoneion. Ook oogornamenten (bv. oog van Horus) zijn bekend, maar zelden ziet men apotropaeïsch gebruikte dierenpoten zoals leeuwenklauwen. In latere tijden werden apotropaia vaak met een louter decoratieve functie behouden.
Een bekend apotropaion is het Gorgoneion op de Aegis van Pallas Athena.
Bij de Mesopotamiërs kende men onder meer de Karibu als apotropaeïsche objecten/wezens.
Anasyrma kan eveneens gebruikt worden om gevaar af te wenden.